# جو اوسانا
جوزف فرانک اوسانا جونیور (به انگلیسی: Joseph Frank Ossanna, Jr.); (۱۰ دسامبر ۱۹۲۸ – ۲۸ نوامبر ۱۹۷۷) یک مهندس برق و برنامه‌نویس کامپیوتر بود که به عنوان عضوی از کادر فنی در آزمایشگاه تلفن بل در موری هیل، نیوجرسی کار می‌کرد. او به‌طور فعال درگیر طراحی نرم‌افزار مولتیکس (یکی از نخستین سیستم‌عاملهای اشتراک زمانی)، یک سیستم عامل همه منظوره مورد استفاده در بل شد. اوسانا در سال ۱۹۵۲ لیسانس مهندسی خود را ازدانشگاه ایالتی وین دریافت کرد. او به خاطر مشارکت‌هایش در سیستم‌عامل‌های مولتیکس و یونیکس و برنامه‌های نرم‌افزاری در آزمایشگاه‌های تلفن بل شناخته می‌شود.